# Dachsbauklinge (Aalenbach)
Die Dachsbauklinge ist eine etwa einen halben Kilometer lange Klinge in der Waldgemarkung des Stadtteils Roßfeld von Crailsheim im Landkreis Schwäbisch Hall im nordöstlichen Baden-Württemberg. Der durch sie laufende, nach ihr benannte Bach mündet nach einem etwa halb so langen weiteren Laufstück durch das Feldgewann Wolfsee im Stadtteil Großaltdorf von Vellberg von links an dessen Waldaustritt in den obersten Aalenbach.

## Geographie

### Verlauf
Der Bach aus der Dachsbauklinge entsteht rund zwei Kilometer östlich der Ortsmitte des Vellberger Weilers Lorenzenzimmern zwischen den Gewannen Hohenschlag im Süden und Rennschlag im Norden auf der Stadtteilgemarkung von Roßfeld auf etwa 471 m ü. NHN. Der Bachursprung liegt wenige Schritte östlich des Waldwegs von Ilshofen-Eckartshausen in Richtung Frankenhardt-Oberspeltach. Der Bach unterquert den Waldweg westwärts, beginnt sich steil einzuschneiden und nimmt schon nach etwa hundert Metern den ersten ebenso kurzen Zufluss von Norden aus einer Nebenklinge auf. Gleich münden in die bis zu 20 Meter tiefe Dachsbauklinge weitere kleinere Klingen von Süden her  und Bach und Tal wenden sich auf westnordwestlichen Lauf.
Er unterquert nun einen von Nordosten kommenden Waldweg, der anschließend in meist etwas Entfernung dem Bach linksseits folgt. Das Tal beginnt sich stark auszuweiten und der unter einen Meter breite Bach beginnt sich in breiter werdender, teils feuchter Aue etwas zu winden, abschnittsweise teilt er sich auch. Am Rand zur Flur unterquert er den begleitenden Weg, danach läuft er die letzten weniger als 300 Meter seines Weges mit lockerem Baum- und Strauchbewuchs am linken Ufer in einen Bogen nach links durch eine Wiese im Feldgewann Wolfsee der Stadtteilgemarkung Großaltdorf von Vellberg, nunmehr rechts vom Wirtschaftsweg begleitet. Schließlich mündet der Bach auf etwa 422 m ü. NHN von links und zuletzt Osten an dessen eigenem Austritt aus seiner Quellklinge in den obersten Aalenbach.
Der Bach aus der Dachsbauklinge mündet nach etwa 0,8 km langem Lauf mit mittlerem Sohlgefälle von rund 62 ‰ etwa 49 Höhenmeter unterhalb seines Ursprungs. Der Durchfluss im gesamten Bach wie in seinen recht kleinen Zuflüssen auf dem Klingenabschnitt kann ganz versiegen.

### Einzugsgebiet
Das Einzugsgebiet des Bachs aus der Dachsbauklinge ist etwa 0,3 km² groß. Es besteht zum größten Teil aus Wald, der sich nahe der Südostecke auf dem Höhenplateau im Gewann Hohenschlag bis auf fast 504 m ü. NHN erhebt. Der kleine Restzwickel in der Flur nahe der Mündung ist von einer Wiese bedeckt. Das Gebiet liegt, naturräumlich gesehen, im Unterraum Burgberg-Vorhöhen und Speltachbucht der Schwäbisch-Fränkischen Waldberge.
Reihum grenzt es aan die Einzugsgebiete der folgenden Nachbargewässer:
- Im Norden liegt die Quellklinge des aufnehmenden Aalenbachs  selbst, der über die Bühler den Kocher speist;
- im Osten liegt das Quellgebiet der Maulach, die zur Jagst fließt;
- im Süden zieht der wahrscheinlich Ackersbach genannte Bach aus der Teufelsklinge in ebenfalls etwa westnordwestlicher Richtung etwas weiter abwärts zum Aalenbach.

Der gesamte Waldanteil am Einzugsgebiet liegt in der Stadtteilgemarkung Roßfeld der Stadt Crailsheim, der kleine Flurzwickel an der Mündung in der Stadtteilgemarkung Großaltdorf von Vellberg. Besiedlung gibt es nirgends.

### Zuflüsse und Seen
Liste der Zuflüsse und  Seen von der Quelle zur Mündung. Gewässerlänge, Seefläche, Einzugsgebiet und Höhe nach den entsprechenden Layern auf der Onlinekarte der LUBW. Andere Quellen für die Angaben sind vermerkt.
Ursprung des Bachs aus der Dachsbauklinge auf etwa 471 m ü. NHN im Burgbergwald zwischen den Gewannen Hohenschlag im Südosten und Rennschlag im Nordwesten nahe am Waldweg von Ilshofen-Eckartshausen in Richtung Frankenhardt-Oberspeltach.
- (Seeabfluss), von rechts und Nordnordosten auf etwa 450 m ü. NHN in der oberen Klinge, wenig über 0,1 km und deutlich unter 0,1 km².
  -  Entfließt auf etwa 469 m ü. NHN einem Teich im Rennschlag, unter 0,1 ha.
- (Zufluss), von links und Süden auf etwa 441 m ü. NHN in der Klinge, ca. 0,1 km[LUBW 6] und sehr deutlich unter 0,1 km². Entsteht auf etwa 460 m ü. NHN im Höhenschlag.

Mündung des Bachs aus der Dachsbauklinge von links und Ostsüdosten auf ca. 422 m ü. NHN ostnordöstlich von Vellberg-Lorenzenzimmern an dessen Waldaustritt von links und insgesamt Ostsüdosten in den obersten Aalenbach. Der Bach ist 0,8 km lang und hat ein ca. 0,3 km² großes Einzugsgebiet.

## Geologie
Der Lauf des Bachs aus der Dachsbauklinge liegt in Schichthöhe des Gipskeupers (Grabfeld-Formation), der auch im größten Teil des gesamten Einzugsgebietes ansteht. Darüber liegt im Südosteck auf einem Zwickel des kleinen Höhenplateaus im Hohenschlag Schilfsandstein (Stuttgart-Formation). In der Talmulde läuft der Bach ab dem Mittellauf in einem Keil Schwemmlehms, der sich zur Mündung hin stark ausweitet. Erst kurz vor der Mündung erreicht der Bach den Auenlehmstreifen, der linksseits den Aalenbach begleitet.

### LUBW
Amtliche Online-Gewässerkarte mit passendem Ausschnitt und den hier benutzten Layern: Bachlauf durch die Dachsbauklinge und dessen Einzugsgebiet

Allgemeiner Einstieg ohne Voreinstellungen und Layer: Daten- und Kartendienst der Landesanstalt für Umwelt Baden-Württemberg (LUBW) (Hinweise)
1. 1 2 3  Höhe nach dem Höhenlinienbild auf dem Hintergrundlayer Topographische Karte.
2. 1 2 3  Länge nach dem Layer Gewässernetz (AWGN).
3. 1 2  Einzugsgebiet abgemessen auf dem Hintergrundlayer Topographische Karte.
4. ↑  Natur teilweise nach dem Layer Biotop.
5. ↑  Seefläche abgemessen auf dem Hintergrundlayer Topographische Karte.
6. ↑  Länge abgemessen auf dem Hintergrundlayer Topographische Karte.

### Andere Belege
1. ↑  Wolf-Dieter Sick: Geographische Landesaufnahme: Die naturräumlichen Einheiten auf Blatt 162 Rothenburg o. d. Tauber. Bundesanstalt für Landeskunde, Bad Godesberg 1962. → Online-Karte (PDF; 4,7 MB)
2. ↑  Geologie nach den Layern zu Geologische Karte 1:50.000 auf: Mapserver des Landesamtes für Geologie, Rohstoffe und Bergbau (LGRB) (Hinweise)